# Premier League Malti 2002-2003
L'edizione 2002-2003 della Premier League maltese è stata l'ottantottesima edizione della massima serie del campionato maltese di calcio. Il titolo è stato vinto dallo Sliema Wanderers.

## Classifica prima fase
|    | Classifica       | G  | V  | N | P  | GF | GS | Dif | Pt | Pt detratti | Pt 2ª fase |
| -- | ---------------- | -- | -- | - | -- | -- | -- | --- | -- | ----------- | ---------- |
| 1  | Sliema Wanderers | 18 | 14 | 2 | 2  | 51 | 16 | +35 | 44 | 22          | 22         |
| 2  | Birkirkara       | 18 | 13 | 1 | 4  | 46 | 24 | +22 | 40 | 20          | 20         |
| 3  | Valletta         | 18 | 12 | 1 | 5  | 42 | 18 | +24 | 37 | 18          | 19         |
| 4  | Hibernians       | 18 | 9  | 3 | 6  | 35 | 26 | +9  | 30 | 15          | 15         |
| 5  | Pietà Hotspurs   | 18 | 6  | 5 | 7  | 19 | 22 | -3  | 23 | 11          | 12         |
| 6  | Marsaxlokk       | 18 | 7  | 0 | 11 | 27 | 38 | -11 | 21 | 10          | 11         |
| 7  | Floriana         | 18 | 6  | 2 | 10 | 22 | 31 | -9  | 20 | 10          | 10         |
| 8  | Ħamrun Spartans  | 18 | 5  | 2 | 11 | 25 | 40 | -15 | 17 | 8           | 9          |
| 9  | Marsa            | 18 | 4  | 4 | 10 | 25 | 45 | -20 | 16 | 8           | 8          |
| 10 | Mosta            | 18 | 2  | 4 | 12 | 14 | 46 | -32 | 10 | 5           | 5          |

### Verdetti prima fase
Accedono ai playoff campionato:

Sliema Wanderers, Birkirkara, Valletta, Hibernians,  Pietà Hotspurs, Marsaxlokk

Accedono ai playoff retrocessione

Floriana, Ħamrun Spartans, Marsa, Mosta

## Classifiche seconda fase

### Playoff campionato
|   | Classifica       | G  | V  | N | P  | GF | GS | Dif | Pt |
| - | ---------------- | -- | -- | - | -- | -- | -- | --- | -- |
| 1 | Sliema Wanderers | 28 | 20 | 4 | 4  | 70 | 28 | +42 | 42 |
| 2 | Birkirkara       | 28 | 18 | 3 | 7  | 57 | 31 | +26 | 37 |
| 3 | Valletta         | 28 | 16 | 5 | 7  | 57 | 31 | +26 | 35 |
| 4 | Hibernians       | 28 | 14 | 5 | 9  | 53 | 36 | +17 | 32 |
| 5 | Pietà Hotspurs   | 28 | 7  | 9 | 12 | 27 | 43 | -16 | 19 |
| 6 | Marsaxlokk       | 28 | 8  | 2 | 18 | 34 | 57 | -23 | 16 |

### Playoff retrocessione
|    | Classifica      | G  | V | N | P  | GF | GS | Dif | Pt |
| -- | --------------- | -- | - | - | -- | -- | -- | --- | -- |
| 7  | Ħamrun Spartans | 24 | 8 | 5 | 11 | 32 | 43 | -11 | 21 |
| 8  | Floriana        | 24 | 8 | 6 | 10 | 32 | 34 | -2  | 20 |
| 9  | Marsa           | 24 | 6 | 6 | 12 | 33 | 53 | -20 | 16 |
| 10 | Mosta           | 24 | 2 | 5 | 17 | 17 | 60 | -43 | 6  |

## Verdetti finali
- Sliema Wanderers Campione di Malta 2002-2003
- Marsa e Mosta retrocesse.